# 超音速燃烧冲压发动机

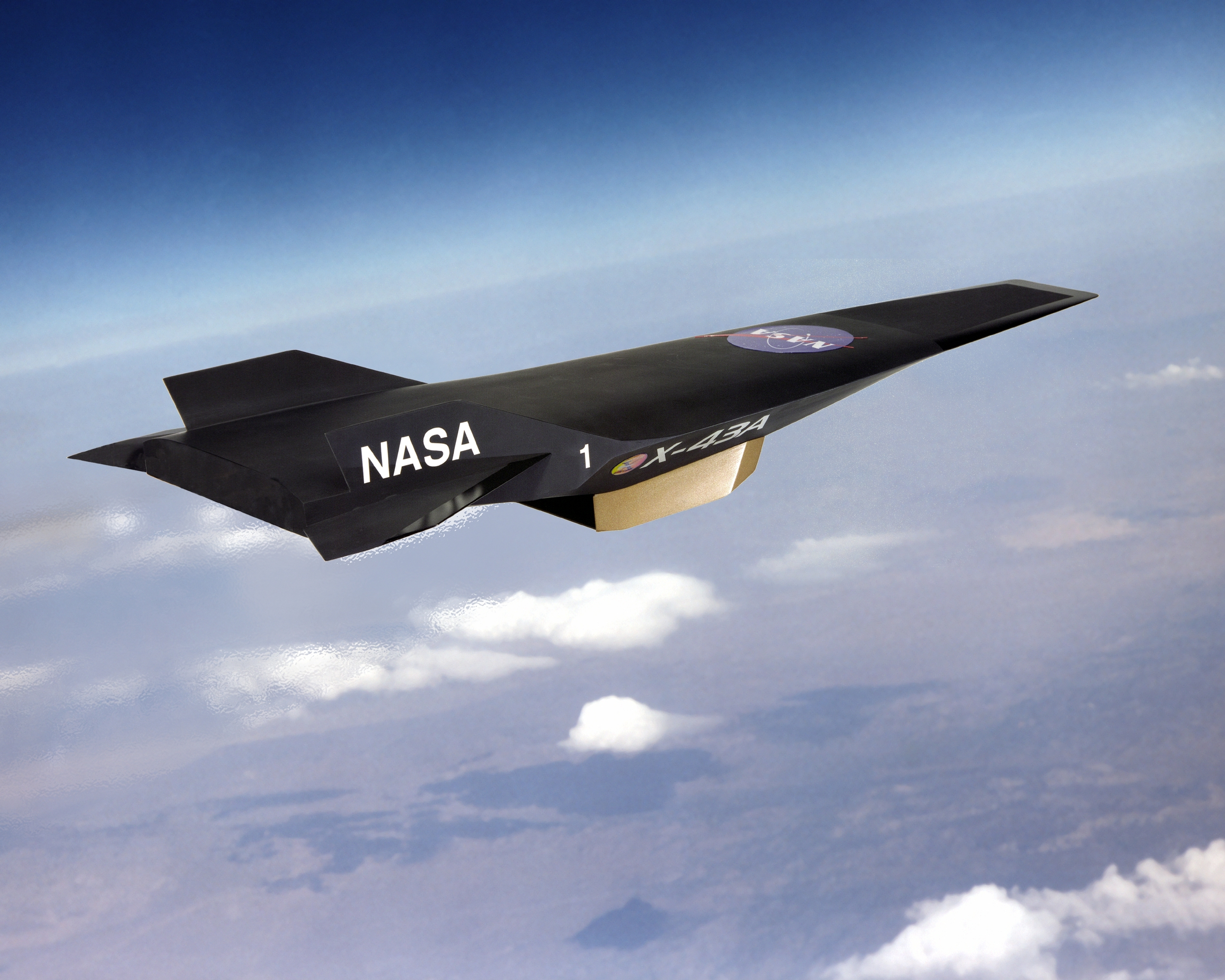
X-43A艺术效果图，超音速燃烧冲压发动机在其下面

（a）渦輪噴射發動機，（b）衝壓發動機，（c）超音速燃燒衝壓發動機：壓縮，燃燒和膨脹區域。

超音速燃燒冲压发动机（英語：Supersonic combustion Ramjet，中文简称超燃冲压发动机）是一种進氣流速超過音速的航空用冲压发动机，屬進氣式噴射發動機的一類。超音速燃燒衝壓發動機與一般的衝壓發動機雖然都被使用在超音速飛行器上，但其關鍵的差異在於衝壓發動機的進氣在實際進入燃燒室之前，需經過適當的導流減速到次音速，但超音速燃燒衝壓發動機的進氣仍可保持在超音速狀態，因此可達到更高的飛行速度。目前人類曾製造出、飛行速度最快的進氣發動機飛行器——美國太空總署所開發的X-43A極音速無人實驗機，就是搭載超音速燃燒衝壓發動機作為動力來源。